# ليفي إتش دولينج
ليفي إتش دولينج (بالإنجليزية: Levi H. Dowling)‏ هو طبيب أمريكي، ولد في 18 مايو 1844 في بيلفيل في الولايات المتحدة، وتوفي في 13 أغسطس 1911.